# 식인동물
식인 동물(食人動物, 영어: man-eating animal, man-eater)은 사람을 공격해 식량으로 삼는 동물들을 말한다. 다만 항상 사람을 공격하지는 않고, 열악한 상황에 처했을 때만 공격해서 먹는다. 호랑이, 사자, 표범, 늑대, 상어 등의 육식 동물과 극히 일부의 잡식 동물이 여기에 속한다.